# Konvergenz in Verteilung
Die Konvergenz in Verteilung, manchmal auch Konvergenz nach Verteilung genannt, ist ein Konvergenzbegriff, der aus der Stochastik stammt. Sie ist neben der Konvergenz im p-ten Mittel, der Konvergenz in Wahrscheinlichkeit und der fast sicheren Konvergenz einer der wahrscheinlichkeitstheoretischen Konvergenzbegriffe und im Vergleich zu diesen ein schwächerer Konvergenzbegriff.
Im Gegensatz zu den anderen Konvergenzbegriffen der Stochastik handelt es sich bei der Konvergenz in Verteilung nicht um die Konvergenz von Zufallsvariablen, sondern um die Konvergenz der Verteilungen von Zufallsvariablen, bei denen es sich um Wahrscheinlichkeitsverteilungen handelt. Daher entspricht die Konvergenz in Verteilung im Wesentlichen der schwachen Konvergenz (im Sinne der Maßtheorie), angewandt auf Wahrscheinlichkeitsverteilungen und mittels Zufallsvariablen formalisiert.
Verwendung findet die Konvergenz in Verteilung beispielsweise bei der Formulierung der zentralen Grenzwertsätze, deren bekanntester Vertreter der zentrale Grenzwertsatz von Lindeberg-Lévy ist.

## Definition für reellwertige Zufallsvariablen
Gegeben seien reelle Zufallsvariablen {\displaystyle X,X_{1},X_{2},X_{3},\dots } mit zugehörigen Verteilungsfunktionen {\displaystyle F,F_{1},F_{2},F_{3},\dots }
Dann konvergiert die Folge {\displaystyle X_{1},X_{2},X_{3},\dots } in Verteilung gegen {\displaystyle X}, wenn eine der beiden folgenden äquivalenten Bedingungen erfüllt ist:
- Die Verteilungsfunktionen {\displaystyle F_{1},F_{2},F_{3},\dots } konvergieren schwach gegen die Verteilungsfunktion {\displaystyle F}. Das bedeutet, dass

{\displaystyle \lim _{n\to \infty }F_{n}(t)=F(t)} für alle {\displaystyle t\in \mathbb {R} }, an denen {\displaystyle F} stetig ist.
- Es ist

{\displaystyle \lim _{n\to \infty }\operatorname {E} (f(X_{n}))=\operatorname {E} (f(X))}
für alle reellen stetigen beschränkten Funktionen {\displaystyle f}.
Die Wahrscheinlichkeitsverteilung von {\displaystyle X} heißt in diesem Zusammenhang Grenzverteilung oder Limesverteilung.

## Bemerkungen zur Definition
Im Gegensatz zu den anderen Konvergenzarten der Stochastik handelt es sich bei der Konvergenz in Verteilung nicht um eine Konvergenz von Zufallsvariablen, sondern von Maßen. Streng genommen müsste man also davon sprechen, dass die Verteilungen der Zufallsvariablen konvergieren und nicht die Zufallsvariablen in Verteilung. Zu beachten ist außerdem, dass bei der Definition alle Zufallsvariablen auf verschiedenen Wahrscheinlichkeitsräumen definiert sein können.
Es existieren eine Vielzahl von verschiedenen Notationen für die Konvergenz in Verteilung in der Literatur, unter anderem {\displaystyle X_{n}{\stackrel {w}{\rightarrow }}X}, {\displaystyle X_{n}{\stackrel {\mathcal {D}}{\rightarrow }}X}, {\displaystyle X_{n}{\stackrel {d}{\rightarrow }}X} oder {\displaystyle X_{n}{\stackrel {\mathcal {L}}{\rightarrow }}X}, teilweise auch {\displaystyle X_{n}{\stackrel {n\to \infty }{\implies }}P_{X}}. Das „W“ und das „D“ stehen dabei für weak convergence bzw. convergence in distribution, das „L“ für Law. Die Notation {\displaystyle X_{n}{\stackrel {\mathcal {L}}{\rightarrow }}X} sollte nicht mit der Notation für die Konvergenz im (ersten) Mittel {\displaystyle X_{n}{\stackrel {{\mathcal {L}}^{1}}{\rightarrow }}X} verwechselt werden.

## Motivation der Definition
Intuitiv würde man von einer Folge von Wahrscheinlichkeitsmaßen {\displaystyle (P_{n})_{n\in \mathbb {N} }} sagen, dass sie gegen {\displaystyle P} konvergiert, wenn
{\displaystyle \lim _{n\to \infty }P_{n}(A)=P(A)}
für jede Menge {\displaystyle A} aus der betrachteten σ-Algebra gilt. Setzt man nun aber als Folge von Wahrscheinlichkeitsmaßen {\displaystyle P_{n}=\delta _{\tfrac {1}{n}}} das Dirac-Maß im Punkt {\displaystyle {\tfrac {1}{n}}}, so konvergiert diese Folge intuitiv gegen {\displaystyle \delta _{0}}, das Dirac-Maß in der 0. Auf dem Messraum {\displaystyle (\mathbb {R} ,{\mathcal {B}}(\mathbb {R} ))} ist dann aber beispielsweise für die Menge {\displaystyle A=(-\infty ,0]} die obige Forderung an die Konvergenz der Maße verletzt. Um derartige Widersprüche zu vermeiden, definiert man eine Folge von Maßen {\displaystyle (\mu _{n})_{n\in \mathbb {N} }} als konvergent gegen {\displaystyle \mu }, wenn
{\displaystyle \lim _{n\to \infty }\int _{X}f\mathrm {d} \mu _{n}=\int _{X}f\mathrm {d} \mu }
für alle {\displaystyle f} aus einer gewissen Funktionenklasse (stetig, beschränkt etc.) ist. Wendet man nun diese Definition auf Wahrscheinlichkeitsmaße (beziehungsweise Verteilungen von Zufallsvariablen) und stetige beschränkte Funktionen an, so erhält man die Konvergenz in Verteilung im allgemeinen Fall.
Erst der Satz von Helly-Bray verknüpft diese Konvergenz (in der Maßtheorie auch schwache Konvergenz genannt) mit der schwachen Konvergenz von Verteilungsfunktionen und liefert damit eine greifbarere Charakterisierung der Konvergenz in Verteilung über die Konvergenz der Verteilungsfunktion. Aus didaktischen Gründen wird diese Charakterisierung jedoch meist zuerst gegeben.

## Beispiel
Betrachtet man eine Folge von auf dem Punkt {\displaystyle -{\tfrac {1}{n}}} Dirac-Verteilten Zufallsvariablen, so hat jede der Verteilungsfunktionen die Form 
{\displaystyle F_{X_{n}}(x)={\begin{cases}0&{\text{ falls }}x<-{\tfrac {1}{n}}\\1&{\text{ falls }}x\geq -{\tfrac {1}{n}}\end{cases}}}.
Die Folge dieser Verteilungsfunktionen konvergiert punktweise gegen die Verteilungsfunktion
{\displaystyle F_{X}(x)={\begin{cases}0&{\text{ falls }}x<0\\1&{\text{ falls }}x\geq 0\end{cases}}},
denn für {\displaystyle x\geq 0} stimmen alle Verteilungsfunktionen überein und für jedes {\displaystyle \epsilon <0} gibt es ein {\displaystyle N(\epsilon )}, so dass für alle {\displaystyle n>N(\epsilon )} immer {\displaystyle F_{X_{n}}(\epsilon )=0} gilt. Die Verteilungsfunktion {\displaystyle F_{X}} ist aber die Verteilungsfunktion einer Dirac-Verteilung in der 0, somit konvergiert die Folge der Verteilungen der Zufallsvariablen in Verteilung gegen die Dirac-Verteilung in der 0.
Definiert man umgekehrt jedoch eine Folge von Dirac-Verteilten Zufallsvariablen auf den Punkten {\displaystyle {\tfrac {1}{n}}}, so besitzen diese die Verteilungsfunktionen
{\displaystyle F_{X_{n}^{*}}(x)={\begin{cases}0&{\text{ falls }}x<{\tfrac {1}{n}}\\1&{\text{ falls }}x\geq {\tfrac {1}{n}}\end{cases}}}.
Mit einer analogen Argumentation zu oben zeigt man, dass diese Folge von Verteilungsfunktionen punktweise gegen
{\displaystyle F^{*}(x)={\begin{cases}0&{\text{ falls }}x\leq 0\\1&{\text{ falls }}x>0\end{cases}}}
konvergiert. Diese punktweise Grenzfunktion ist aber keine Verteilungsfunktion, da sie nicht rechtsseitig stetig ist. Aber die Folge der {\displaystyle F_{X_{n}^{*}}(x)} konvergiert an jeder Stetigkeitsstelle der weiter oben beschriebenen Verteilungsfunktion {\displaystyle F_{X}} punktweise gegen diese. Somit konvergiert auch die {\displaystyle X_{n}^{*}} in Verteilung gegen das Dirac-Maß in der 0.
Daher muss bei der Überprüfung auf Konvergenz in Verteilung beachtet werden, dass nicht nur punktweise Konvergenz relevant ist, sondern auch ob eventuelle Modifikationen der Grenzfunktion existieren, die den Ansprüchen an die Stetigkeitsstellen genügen.

## Eigenschaften
- Das Portmanteau-Theorem beschreibt äquivalente Charakterisierungen der Konvergenz in Verteilung.
- Ist die Verteilungsfunktion einer reellen Zufallsvariable stetig, so ist die Konvergenz in Verteilung äquivalent zur gleichmäßigen Konvergenz der Verteilungsfunktionen.
- Da der Konvergenzbegriff nur über die Verteilungen der Zufallsvariablen definiert ist, ist nicht nötig, dass die Zufallsvariablen auf demselben Wahrscheinlichkeitsraum definiert sind.
- Konvergieren die {\displaystyle X_{n}} in Verteilung gegen {\displaystyle X}, so konvergieren die charakteristischen Funktionen {\displaystyle \varphi _{X_{n}}(t)} für alle {\displaystyle t\in \mathbb {R} } punktweise gegen {\displaystyle \varphi _{X}(t)}. Für den Umkehrschluss muss zusätzlich noch vorausgesetzt werden, dass {\displaystyle \varphi _{X}(t)} stetig im Nullpunkt ist.
- Konvergieren die {\displaystyle X_{n}} in Verteilung gegen {\displaystyle X}, so ist es im Allgemeinen falsch, dass die Folge der zugehörigen Wahrscheinlichkeitsdichtefunktionen ebenso konvergiert. Als Beispiel betrachte man {\displaystyle f_{n}(x)=(1+\cos(2\pi nx))\mathbf {1} _{(0,1)}}.[4] Die Zufallsvariablen konvergieren gegen {\displaystyle {\mathcal {U}}(0,1)}, die Dichten konvergieren gar nicht. Umgekehrt gilt aber nach dem Satz von Scheffé, dass aus der Konvergenz der Dichten die Konvergenz in Verteilung folgt.

## Beziehung zu anderen Konvergenzbegriffen der Stochastik
Allgemein gelten für die Konvergenzbegriffe der Wahrscheinlichkeitstheorie die Implikationen
{\displaystyle {\begin{matrix}{\text{Fast sichere}}\\{\text{Konvergenz}}\end{matrix}}\implies {\begin{matrix}{\text{Konvergenz in}}\\{\text{Wahrscheinlichkeit}}\end{matrix}}\implies {\begin{matrix}{\text{Konvergenz in}}\\{\text{Verteilung}}\end{matrix}}}
und
{\displaystyle {\begin{matrix}{\text{Konvergenz im}}\\{\text{p-ten Mittel}}\end{matrix}}\implies {\begin{matrix}{\text{Konvergenz in}}\\{\text{Wahrscheinlichkeit}}\end{matrix}}\implies {\begin{matrix}{\text{Konvergenz in}}\\{\text{Verteilung}}\end{matrix}}}.
Die Konvergenz in Verteilung ist also der schwächste Konvergenzbegriff. In den unten stehenden Abschnitten sind die Beziehungen zu den anderen Konvergenzarten genauer ausgeführt. 

### Konvergenz in Wahrscheinlichkeit
Aus Konvergenz in Wahrscheinlichkeit folgt nach dem Satz von Slutzky die Konvergenz in Verteilung, der Umkehrschluss gilt im Allgemeinen nicht. Ist beispielsweise die Zufallsvariable {\displaystyle X} Bernoulli-verteilt mit Parameter {\displaystyle p=q={\tfrac {1}{2}}}, also
{\displaystyle P(X=1)=P(X=0)={\frac {1}{2}}},
und setzt man {\displaystyle X_{n}=1-X} für alle {\displaystyle n\in \mathbb {N} }, so konvergiert {\displaystyle X_{n}} in Verteilung gegen  {\displaystyle X}, da sie dieselbe Verteilung haben. Es gilt aber immer {\displaystyle |X_{n}-X|=1}, die Zufallsvariablen können also nicht in Wahrscheinlichkeit konvergieren. Es existieren jedoch Kriterien, unter denen aus der Konvergenz in Verteilung die Konvergenz in Wahrscheinlichkeit folgt. Sind beispielsweise alle Zufallsvariablen {\displaystyle X_{n}} auf demselben Wahrscheinlichkeitsraum definiert und konvergieren in Verteilung gegen die Zufallsvariable {\displaystyle X}, die fast sicher konstant ist, so konvergieren die {\displaystyle X_{n}} auch in Wahrscheinlichkeit gegen {\displaystyle X}.

### Fast sichere Konvergenz
Die Skorochod-Darstellung trifft eine Aussage darüber, unter welchen Bedingungen aus der Konvergenz in Verteilung auf die fast sichere Konvergenz geschlossen werden kann.

## Allgemeine Definition
Allgemein lässt sich die Konvergenz in Verteilung so definieren:
Gegeben sein eine Zufallsvariable {\displaystyle X} sowie eine Folge von Zufallsvariablen {\displaystyle (X_{n})_{n\in \mathbb {N} }} mit Werten in einem metrischen Raum {\displaystyle E}. 
Dann konvergieren die {\displaystyle X_{n}} in Verteilung gegen {\displaystyle X} genau dann, wenn ihre Verteilungen {\displaystyle P_{X_{n}}} schwach im Sinne der Maßtheorie gegen die Verteilung {\displaystyle P_{X}} von {\displaystyle X} konvergieren. Dies bedeutet, dass für alle stetigen beschränkten Funktionen {\displaystyle f} gilt, dass
{\displaystyle \lim _{n\to \infty }\operatorname {E} (f(X_{n}))=\operatorname {E} (f(X))}.

## Beziehung zur schwachen Konvergenz
Die schwache Konvergenz von endlichen Maßen wird wie folgt definiert: Eine Folge von endlichen Maßen {\displaystyle (\mu _{n})_{n\in \mathbb {N} }} auf einem metrischen Raum {\displaystyle (\Omega ,d)}, versehen mit der Borelschen σ-Algebra, konvergiert schwach gegen {\displaystyle \mu }, wenn
{\displaystyle \lim _{n\to \infty }\int _{\Omega }f\mathrm {d} \mu _{n}=\int _{\Omega }f\mathrm {d} \mu }
für alle beschränkten stetigen Funktionen {\displaystyle f} von {\displaystyle X} nach {\displaystyle \mathbb {R} }. Das Maß des Grundraumes {\displaystyle \Omega }  bleibt unter schwachen Grenzwerten erhalten, da die Funktion {\displaystyle f\equiv 1} stetig und beschränkt ist. Somit sind schwache Grenzwerte von Folgen von Wahrscheinlichkeitsmaßen wieder Wahrscheinlichkeitsmaße. Somit ist es sinnvoll, die schwache Konvergenz nur für Folgen von Wahrscheinlichkeitsmaßen zu definieren, was auch einige Autoren tun.
Überträgt man diese Definition für eine Folge von Wahrscheinlichkeitsmaßen {\displaystyle (P_{n})_{n\in \mathbb {N} }} auf Zufallsvariablen, so erhält man
{\displaystyle \lim _{n\to \infty }\int _{\Omega }f(X)\mathrm {d} P_{n}=\int _{\Omega }f(X)\mathrm {d} P},
was in stochastischer Notation der oben angegebenen Definition
{\displaystyle \lim _{n\to \infty }\operatorname {E} (f(X_{n}))=\operatorname {E} (f(X))}.
entspricht. Die Konvergenz in Verteilung ist also ein Spezialfall der schwachen Konvergenz im Sinne der Maßtheorie, formuliert für Verteilungen von Zufallsvariablen und über den Erwartungswert.
Damit ist die Konvergenz in Verteilung auch gleichzeitig ein Beispiel für das funktionalanalytische Konzept der Schwach-*-Konvergenz, für Details hierzu siehe Schwache Konvergenz (Maßtheorie)#Einordnung.

## Verallgemeinerung
Eine Abwandlung der Konvergenz in Verteilung für Zufallsvariablen mit Werten in unendlichdimensionalen Räumen ist die fdd-Konvergenz. Bei ihr wird die Konvergenz in Verteilung von allen endlichdimensionalen Randverteilungen gefordert.